# الرياض (أسيوط)
قرية الرياض هي إحدى القرى التابعة لمركز ديروط في محافظة أسيوط في جمهورية مصر العربية. حسب إحصاءات سنة 2006، بلغ إجمالي السكان في الرياض 4133 نسمة، منهم 2035 رجل و2098 امرأة.